# Vito Coppola
Vito Coppola (Éboli, Salerno, 27 de septiembre de 1992) es un bailarín de salón y coreógrafo italiano. Fue uno de los bailarines profesionales en el concurso de baile italiano Ballando con le Stelle en 2021, y posteriormente formó parte de la versión británica y original del programa, Strictly Come Dancing, desde 2022.

## Primeros años
Coppola nació en Éboli, en Salerno, Italia el 27 de septiembre de 1992. Tiene un hermano menor, Jonathan. Coppola empezó a bailar a los 6 años y más tarde compitió en campeonatos nacionales.

## Carrera

### Principios de carrera
Coppola ha sido tres veces finalista del Campeonato Mundial y ganador de la Copa de Europa. Ganó numerosas competiciones a nivel provincial, regional e interregional, y llegó a ganar el primer campeonato italiano a los 10 años en la categoría juvenil, además de ser seleccionado por la FIDS para representar a Italia en el Equipo Combinado de Mannheim, Alemania. También ganó el segundo campeonato de Italia de 10 bailes combinados, pasando con un mérito a la categoría superior.
Antes de sus apariciones en series de baile de competición, trabajó como bailarín en la versión italiana de The Masked Singer. En 2021, se incorporó como profesional a la decimosexta temporada de la serie italiana de baile Ballando con le Stelle  de Rai 1. Formó pareja con la cantante y actriz Arisa y terminaron ganando la competencia. Coppola no regresó para la siguiente temporada, su marcha aludió a que se convertiría en profesional en la versión británica.

### Strictly Come Dancing
En julio de 2022, se anunció que Coppola se uniría a la vigésima temporada de Strictly Come Dancing como uno de los nuevos bailarines profesionales. Declaró tras su nombramiento como profesional del programa: «[Estaba] realmente emocionado por formar parte de esta familia, y añadió que [no podía] esperar para empezar esta nueva aventura y desafiarse [a sí mismo]. ¡Strictly sto arrivando!». Tuvo como primera pareja a la cantautora y presentadora Fleur East, con quien llegó a la final y quedaron como uno de los subcampeones por detrás de Hamza Yassin y Jowita Przystał. Para la vigesimoprimera temporada formó pareja con la actriz Ellie Leach, logrando ambos llegar a la final y coronarse como los ganadores de la competencia. Volvió a llegar a una final por tercera temporada consecutiva, esta vez junto a la actriz Sarah Hadland en la vigesimosegunda temporada, finalizando como subcampeones y perdiendo ante los ganadores Chris McCausland y Dianne Buswell.
| Temporada | Pareja        | Puesto | Promedio |
| --------- | ------------- | ------ | -------- |
| 20        | Fleur East    | 2.º    | 35.50    |
| 21        | Ellie Leach   | 1.º    | 35.81    |
| 22        | Sarah Hadland | 2.º    | 35.31    |

- Temporada 20 con Fleur East

| Semana         | Baile / Canción                                    | Puntajes de los jueces | Puntajes de los jueces | Puntajes de los jueces | Puntajes de los jueces | Resultado       |
| Semana         | Baile / Canción                                    | C. R.                  | M. M.                  | S. B.                  | A. D.                  | Resultado       |
| -------------- | -------------------------------------------------- | ---------------------- | ---------------------- | ---------------------- | ---------------------- | --------------- |
| 1              | Chachachá / «Let's Get Loud»                       | 7                      | 7                      | 7                      | 8                      | Sin eliminación |
| 2              | Vals vienés / «Glimpse of Us»                      | 7                      | 8                      | 6                      | 7                      | Salvados        |
| 3              | American smooth / «Part of Your World»             | 6                      | 8                      | 7                      | 8                      | Dos últimos     |
| 4              | Tango argentino / «Paint It, Black»                | 9                      | 10                     | 9                      | 10                     | Salvados        |
| 5              | Jive / «Waterloo»                                  | 7                      | 8                      | 9                      | 8                      | Salvados        |
| 6              | Salsa / «Break My Soul»                            | 8                      | 8                      | 8                      | 8                      | Dos últimos     |
| 7              | Vals / «I Guess That's Why They Call It the Blues» | 9                      | 9                      | 8                      | 9                      | Salvados        |
| 8              | Samba / «Hot Hot Hot»                              | 9                      | 10                     | 10                     | 10                     | Salvados        |
| 9              | Urbano / «Destiny's Child Megamix»                 | 10                     | 10                     | 10                     | 10                     | Salvados        |
| 10             | Rumba / «Too Lost in You»                          | 8                      | 9                      | 9                      | 9                      | Dos últimos     |
| 11             | Quickstep / «I Got Rhythm»                         | 9                      | 10                     | 9                      | 10                     | Salvados        |
| 12 (Semifinal) | Pasodoble / «The Time Is Now»                      | 8                      | 9                      | 8                      | 10                     | Dos últimos     |
| 12 (Semifinal) | Charlestón / «Tu vuò fà l'americano»               | 9                      | 10                     | 10                     | 10                     | Dos últimos     |
| 13 (Final)     | Samba / «Hot Hot Hot»                              | 10                     | 10                     | 10                     | 10                     | Segundo puesto  |
| 13 (Final)     | Showdance / «Find Me»                              | 9                      | 10                     | 10                     | 10                     | Segundo puesto  |
| 13 (Final)     | Urbano / «Destiny's Child Megamix»                 | 10                     | 10                     | 10                     | 10                     | Segundo puesto  |

- Temporada 21 con Ellie Leach

| Semana         | Baile / Canción                                    | Puntajes de los jueces | Puntajes de los jueces | Puntajes de los jueces | Puntajes de los jueces | Resultado       |
| Semana         | Baile / Canción                                    | C. R.                  | M. M.                  | S. B.                  | A. D.                  | Resultado       |
| -------------- | -------------------------------------------------- | ---------------------- | ---------------------- | ---------------------- | ---------------------- | --------------- |
| 1              | Jive / «Can't Tame Her»                            | 7                      | 8                      | 7                      | 7                      | Sin eliminación |
| 2              | Foxtrot / «Perfect»                                | 8                      | 8                      | 7                      | 8                      | Salvados        |
| 3              | Vals vienés / «Waiting on a Miracle»               | 8                      | 9                      | 8                      | 8                      | Salvados        |
| 4              | Samba / «Copacabana»                               | 7                      | 7                      | 7                      | 7                      | Salvados        |
| 5              | Pasodoble / «Insomnia»                             | 9                      | 10                     | 9                      | 9                      | Salvados        |
| 6              | Salsa / «Murder on the Dancefloor»                 | 9                      | 10                     | 10                     | 9                      | Salvados        |
| 7              | American smooth / «Ain't That a Kick in the Head?» | 9                      | 10                     | 10                     | 10                     | Salvados        |
| 8              | Rumba / «True Colors»                              | 8                      | 9                      | 9                      | 9                      | Salvados        |
| 9              | Charlestón / «Love Machine»                        | 9                      | 10                     | 10                     | 10                     | Salvados        |
| 10             | Tango argentino / «Bills, Bills, Bills»            | 9                      | 10                     | 10                     | 9                      | Salvados        |
| 11             | Quickstep / «Belle»                                | 9                      | 9                      | 9                      | 9                      | Sin eliminación |
| 12 (Semifinal) | Chachachá / «Mambo Italiano»                       | 9                      | 10                     | 9                      | 9                      | Salvados        |
| 12 (Semifinal) | Urbano / «Blow Your Mind (Mwah)» & «Physical»      | 9                      | 9                      | 10                     | 10                     | Salvados        |
| 13 (Final)     | Pasodoble / «Insomnia»                             | 9                      | 10                     | 10                     | 10                     | Ganadores       |
| 13 (Final)     | Showdance / «On the Floor» & «Dance Again»         | 9                      | 9                      | 9                      | 9                      | Ganadores       |
| 13 (Final)     | American smooth / «Ain't That a Kick in the Head?» | 10                     | 10                     | 10                     | 10                     | Ganadores       |

- Temporada 22 con Sarah Hadland

| Semana         | Baile / Canción                                       | Puntajes de los jueces | Puntajes de los jueces | Puntajes de los jueces | Puntajes de los jueces | Resultado       |
| Semana         | Baile / Canción                                       | C. R.                  | M. M.                  | S. B.                  | A. D.                  | Resultado       |
| -------------- | ----------------------------------------------------- | ---------------------- | ---------------------- | ---------------------- | ---------------------- | --------------- |
| 1              | Quickstep / «9 to 5»                                  | 8                      | 8                      | 7                      | 7                      | Sin eliminación |
| 2              | Pasodoble / «Freed from Desire»                       | 8                      | 8                      | 8                      | 8                      | Salvados        |
| 3              | Vals vienés / «Hedwig's Theme»                        | 8                      | 9                      | 8                      | 8                      | Salvados        |
| 4              | Foxtrot / «Birds of a Feather»                        | 6                      | 7                      | 7                      | 7                      | Salvados        |
| 5              | Samba / «Do It, Do It Again»                          | 8                      | 8                      | 8                      | 8                      | Salvados        |
| 6              | Tango argentino / «Ready or Not»                      | 9                      | 10                     | 9                      | 10                     | Salvados        |
| 7              | Chachachá / «Like a Prayer»                           | 9                      | 9                      | 9                      | 10                     | Salvados        |
| 8              | American smooth / «Proud»                             | 8                      | 8                      | 8                      | 9                      | Salvados        |
| 9              | Jazz / «Padam Padam» & «Can't Get You Out of My Head» | 9                      | 10                     | 10                     | 10                     | Salvados        |
| 10             | Rumba / «Chains»                                      | 8                      | 8                      | 10                     | 10                     | Salvados        |
| 10             | Maratón de Samba / «Samba» & «La vida es un carnaval» | 4 puntos extra         | 4 puntos extra         | 4 puntos extra         | 4 puntos extra         | Salvados        |
| 11             | Charlestón / «Popular»                                | 9                      | 9                      | 10                     | 10                     | Salvados        |
| 12 (Semifinal) | Tango / «Big Love»                                    | 9                      | 9                      | 9                      | 9                      | Salvados        |
| 12 (Semifinal) | Jive / «I'm So Excited»                               | 9                      | 9                      | 9                      | 9                      | Salvados        |
| 13 (Final)     | American smooth / «Proud»                             | 9                      | 10                     | 10                     | 10                     | Segundo puesto  |
| 13 (Final)     | Showdance / «Cabaret»                                 | 9                      | 10                     | 10                     | 10                     | Segundo puesto  |
| 13 (Final)     | Chachachá / «Like a Prayer»                           | 10                     | 10                     | 10                     | 10                     | Segundo puesto  |

### Otros trabajos
En abril de 2024, Coppola protagonizó un espectáculo de baile benéfico junto a su compañera de Strictly Come Dancing, Luba Mushtuk, cuyos beneficios se destinaron a Macmillan Cancer Support.
En septiembre de 2024, ganó la decimonovena temporada de Celebrity MasterChef.

## Vida personal
Coppola es políglota y habla con fluidez inglés, ruso y español, además de su lengua materna, el italiano.